# サイキ (宇宙機)
サイキ（Psyche、ラテン語読みでプシケとも読まれる）は、金属を主体とする小惑星プシケを探査することで惑星の中心核の形成についての研究を推進すること目指して計画中の小惑星探査ミッションである。アメリカ航空宇宙局 (NASA) のディスカバリー計画の一環であり、アリゾナ州立大学のリンディ・エルキンス-タンソンが計画の筆頭研究者を務める。NASAジェット推進研究所 (JPL) が計画を推進する。
小惑星プシケは知られている中では最も重いM型小惑星であり、形成途中にあった原始惑星が他の天体と激しく衝突したことで原始惑星の地殻がはぎ取られ、中心核が露出した姿だと考えられている。地球からのレーダー観測によって、小惑星プシケは鉄とニッケルの合金であることが明らかになっている。2017年1月4日、サイキ計画はNASAディスカバリー計画の14番目のミッションに選定された。

## 経緯
サイキ計画は、2015年2月に締め切られたNASAディスカバリー計画の公募に対して応募された。2015年9月30日には一次選抜結果が公表され、300万ドルの資金を得て詳細な検討を進める5つの計画のひとつに選ばれた。選抜の過程では、30名のNASA関係者が研究者のもとを訪問し、計画に関する面談と質疑応答を行った。
2017年1月4日、木星のトロヤ小惑星を探査するルーシーとサイキが、ディスカバリー計画の13番目、14番目のミッションとして選定された。サイキの打ち上げ予定は2023年とされた。2017年5月には、より効率的な軌道を取るため、打ち上げが2022年6月に変更されるとともに、打ち上げロケットがスペースXのファルコンヘビーに決定された。この新しい計画では、2023年5月23日に火星でスイングバイを行った後、2026年1月31日に小惑星プシケに到着することになっていた。しかし再度計画が変更され、2023年10月13日に打ち上げられた。

## ミッション概要
これまでに行われた観測によれば、小惑星プシケの直径は約252kmと見積もられている。小惑星プシケは、火星サイズの原始惑星が、天体衝突によって地殻をはぎ取られてその中心核がむき出しになった天体であると考えられている。
2022年8月の打ち上げ後4年かけて小惑星プシケに到達し、21ヶ月の科学観測を行う予定である。探査機はNASA JPLとスペースシステムズ/ロラール、アリゾナ州立大学が共同して開発する。
サイキは、当初は小惑星パラスのフライバイ探査を行うアテナ (Athena) ミッションとの相乗りで打ち上げられる予定であった。2020年5月には、サイキは火星の大気を探査する小型衛星EscaPADE (Escape and Plasma Acceleration and Dynamics Explorers) と連星小惑星を探査する小型衛星Janusとの相乗りで打ち上げられることに変更になったが、2020年9月にはEscaPADEが計画から外れることになった。

### 科学的な目的

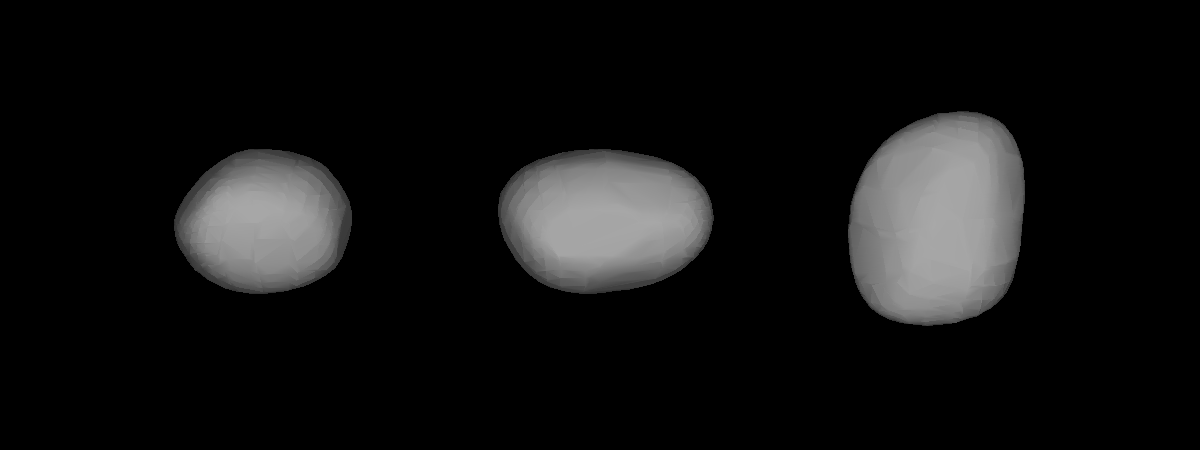
光度変化観測をもとに作られた小惑星プシケの3次元モデル

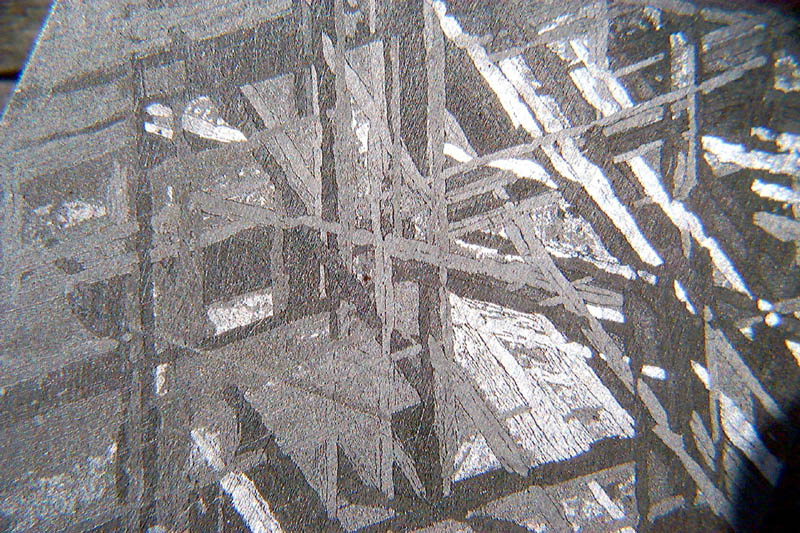
鉄ニッケル隕石の内部に見られるウィドマンシュテッテン構造。

太陽系形成期において、形成された惑星はその内部が溶け、比重の大きい金属が中心部に蓄積する。このようにして起こる惑星内部の分化は、小惑星や地球型惑星の形成にとって非常に重要な過程である。惑星の核を観測することで、この分化の過程に関する理解を大きく進めることができる。サイキは、小惑星プシケの地質、形状、組成、磁場、そして質量分布を明らかにすることで、惑星の形成についての理解を増大させることを目指している。
特に重要な科学目標は、以下のとおり。
- これまで探査されたことのない惑星の材料、鉄コアを理解する。
- 惑星内部の分化によって作られた、岩石惑星の中心核と同じ性質を持つ天体を直接観測する。
- 金属でできた未踏の世界を探査する。

科学的な目的は、以下のとおり。
- 小惑星プシケが原始惑星の中心核であったのか、溶融を経験していない物質であるのかを見分ける。
- 小惑星プシケの表面の相対的な年齢を決定する。
- 金属でできた小天体が、地球の高圧の中心核に見られる物質と同じものであるかどうかを見分ける。
- 小惑星プシケが形成された環境が、酸化的だったのか還元的だったのかを見分ける。
- 小惑星プシケの地形を調べる。

サイキミッションで解決を目指す疑問点は、以下のようなものである。
- 小惑星プシケは、分化された原始惑星から地殻がはがされたものなのか、あるいはそもそも金属が豊富な天体として生まれたのか。太陽の近傍で形成された原始惑星は、他の場所で作られた原始惑星と異なる組成を持っているのか。
- 小惑星プシケのマントルがはがされたのであれば、それはいつ、どのようにして起きたのか。
- 小惑星プシケは、過去に溶融していたのか。固化は内側から始まったのか、外側から始まったのか。
- 小惑星プシケは、冷えて固まるまでの間にダイナモ効果を持っていたのか。
- 小惑星プシケには、鉄以外にどのような物質が存在しているのか。
- 小惑星プシケの地質や地形における特徴とは何か。岩石天体や氷天体とどのような違いがあるのか。
- 金属天体のクレーターは、岩石天体や氷天体のクレーターとどのように違うのか。

## 科学機器
サイキは、以下の4種類の科学観測機器を搭載する。科学ペイロードの総重量は30kgである。
- 多波長撮像装置は、金属及びケイ酸塩化合物を見分けるためのフィルターを搭載した、高解像度カメラである。
- ガンマ線・中性子分光計は、小惑星の組成を分析する。
- 磁気センサは、小惑星の残存磁場の測定を行う。
- Xバンド重力科学研究装置は、Xバンドの電波を使って小惑星の重力場を測定し、内部構造を明らかにする。

サイキは、深宇宙探査機と地球との間でレーザーを使って通信を行う実験を実施する予定である。これにより、探査機との通信速度が従来より10倍から100倍向上することが期待されている。火星の軌道を超えた距離から最大2メガビット/秒でデータを送信する機能実証するとされる。探査機から送られたレーザービームは、カリフォルニア州のパロマー天文台の望遠鏡で受信される。

## 推進機構
| SPT-140            | 諸元 |
| ------------------ | --- |
| 形式               | ホールスラスタ                                                                                               |

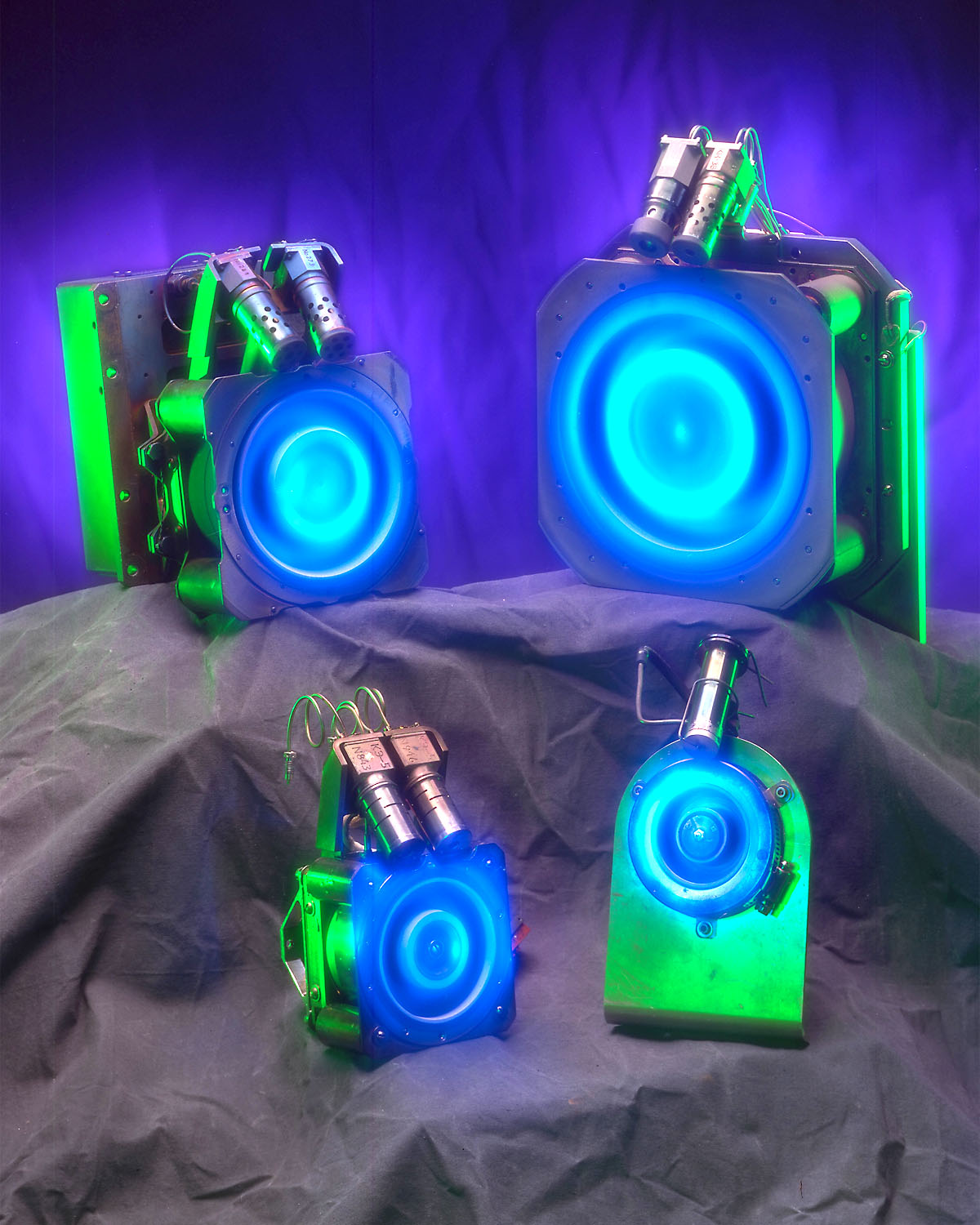
サイキの電気推進システムは、太陽光発電をネルギー源とするSPT-140ホールスラスタを使う予定である。地上試験中のスラスタは、この写真左上に写っている。

| 電力               | 最大: 4.5 キロワット 最小: 900 ワット 太陽電池パネル性能: 地球軌道: 20 キロワット プシケ周辺: 2.3 キロワット |
| 比推力 (Isp)       | 1800 秒 |
| トータルインパルス | 8.2 MN・s |
| 推力               | 280 mN |
| スラスタ質量       | 8.5 kg |
| 推進剤質量         | キセノン 約425 kg                                                                                            |

サイキでは、ホールスラスタSPT-140が用いられる予定である。ホールスラスタは、太陽電池パネルで作られた電気を用いる電気推進機構であり、ロケットエンジンのような燃料の化学反応は用いない。サイキで用いられるスラスタに必要な電力は4.5kWだが、長期間の連続運転にあたっては900ワットの電力でも駆動できる。
SPT-140（SPTはStationary Plasma Thrusterの略）は、ロシアのファケル実験設計局によって発明され、1980年代からNASAグレン研究センターとSSL、プラット・アンド・ホイットニーによって開発が続けられてきたスラスタで、現在では商業ベースで調達可能である。SPT-140がアメリカで使用されたのは2002年にアメリカ空軍が試験用に調達した時が初めてであり、このときは消費電力3.5 kWのタイプが使われた太陽電池からの電力供給を受けることにより、化学推進エンジンに比べて約1割の推進剤しか消費しないにもかかわらず、地球から3.3天文単位の距離にある小惑星プシケにずっと早く到着できる。
サイキの電力は、機体の左右にそれぞれ十文字に広がる太陽電池パネル（片側に5枚）で発電される。当初計画では太陽電池パネルは片側4枚であったが、小惑星プシケにより効率的に到着できる軌道が見いだされた後、より強力な電力を生み出すために片側5枚の現行案に変更された。

## 運用

### 打ち上げと軌道
サイキは、ファルコンヘビーロケットによって2023年10月13日に打ち上げられた。相乗りペイロード分も含めた打ち上げ費用は、1.17億ドルである。サイキは、2年半後の2026年に火星でスイングバイを行う軌道に投入され、小惑星帯に位置する小惑星プシケに向かう。

### 小惑星プシケの周回
サイキは、2029年6月に小惑星プシケを周回する軌道に投入され、次第に高度を下げていく。プシケ周回初期には、プシケの磁場と予備的な地表面調査を行うため、高度700kmのA軌道に56日間滞在する。その後、高度290kmのB軌道に76日間滞在し、地形と磁場の調査を行う。その後さらに高度170kmのC軌道に移り、100日かけて重力場の調査を行う他、磁場の調査も継続する。最後に、高度85kmのD軌道に移り、ガンマ線・中性子分光計を用いて小惑星表面の組成を分析する他、表面の撮影、重力場と磁場の調査を継続する。計画では、サイキは小惑星を少なくとも21か月にわたって周回する予定である。

### 光通信のための地上局
サイキからのレーザー光は、カリフォルニア州のパロマー天文台に設置された望遠鏡で受信される。地球から探査機へのレーザー光は、 同じくカリフォルニア州にあるJPLのテーブルマウンテン観測所の小型望遠鏡から発信される。